# 1929 en santé et médecine
| Années de la santé et de la médecine : 1926 - 1927 - 1928 - 1929 - 1930 - 1931 - 1932    |
| Décennies de la santé et de la médecine : 1890 - 1900 - 1910 - 1920 - 1930 - 1940 - 1950 |

Cet article présente les faits marquants de l'année 1929 en santé et médecine.

## Événements
- Werner Forssmann effectue sur lui-même le premier cathétérisme cardiaque.
- John Howard Northrop isole et cristallise la pepsine et démontre qu'il s'agit d'une protéine[1].

## Décès
- 12 février : Albert von Schrenck-Notzing (né en 1862), médecin allemand, pionnier de la psychothérapie et de la parapsychologie.
- 25 mai : Johann Friedrich Ahlfeld (né en 1843), gynécologue allemand.
- 24 novembre :  Georges Clémenceau (né en 1841), homme politique et médecin français.
- 18 décembre : David-Vital Landry (né en 1866), médecin, fermier et homme politique canadien du Nouveau-Brunswick.